# Eczacıbaşı Erkek Basketbol Takımı
L'Eczacıbaşı Erkek Basketbol Takımı è stata la squadra maschile di pallacanestro della polisportiva Eczacıbaşı Spor Kulübü, avente sede a Istanbul, in Turchia.
Fondata nel 1968, ha giocato nel campionato turco fino al 1992.

## Palmarès
- Campionato turco: 8[1]

1975-76, 1976-77, 1977-78, 1979-80, 1980-81, 1981-82, 1987-88, 1988-89
- Coppa del Presidente: 1[1]

1988